# Abbaye de Bethléem de Bützow
L’abbaye de Bethléem de Bützow est une ancienne abbaye des sœurs de la vie commune à Bützow, dans le Land de Mecklembourg-Poméranie-Occidentale.

## Histoire
La branche masculine de la congrégation, les Frères de la vie commune, est présente à Rostock avec l'abbaye Saint-Michel depuis 1462. Les Sœurs de la vie commune réalisent les idéaux de leur fondateur Gérard Groote dans une charité tranquille et active avec le travail manuel, les soins infirmiers et l'éducation des filles.
Seuls dix documents encore existants parlent de l'abbaye de Bützow avec sa maison de Bethléem. La fondation du couvent en 1468 est généralement associée à un message du grand réformateur du monastère et chanoine augustin Johannes Busch (de). En 1468, le chef de la maison de Segeberg (de) et du couvent Saint-Michel (de) de Lübeck demande au réformateur ecclésiastique de la congrégation de Windesheim, une abbesse pour la nouvelle maison des Sœurs de la vie commune à Bützow. Le 23 août 1469, l'évêque de Schwerin Werner Wolmers (de) confirme la nouvelle fondation avec un ordre pour le comportement des sœurs. L'initiative de fonder le couvent semble venir de l'évêque Werner, car pendant son mandat les frères de la vie commune se sont installés à Rostock. L'évêque aide les sœurs de vie commune à faire valoir leurs droits à plusieurs reprises.
En 1470, l'évêque Werner remercie le bourgmestre et les conseillers de Wismar pour l'objection apportée à Jaspar Wilde en faveur des sœurs de Bethléem de Bützow, pour le transfert des biens et des fonds de la succession du magister Nicolaus Lange, mort à Rome, pour 30 pfennigs de Wismar à partager avec l'abbaye de Marienwohlde.
En 1483, le citoyen de Rostock Gerdt von Kamen lègue dans son testament deux marks et demi par an pour les sœurs à Bethléem près de Bürzow. En 1492, les anciennes de la Confrérie de Notre-Dame de Rostock approuvent un légat de trois marks d'intérêt annuel. En 1508, l'évêque de Schwerin, Peter Wolkow (de), accorde une indulgence de 40 jours à ceux qui donneraient pour l'abbaye de Bützow. En 1517, les sœurs de Bethléem de Bützow et les moines augustins de Sternberg reçoivent un legs testamentaire de cinq marks chacun de Hinrich Becker de Wismar. En 1522, le bourgmestre de Rostock, Arnd Hasselbeck, lègue dix marks aux sœurs pour qu'elles vivent ensemble. Il n'y a pas d'autres messages vérifiables de l'existence du monastère avant la Réforme.
Dans les registres de visite de Bützow de 1533, la chapelle des Sœurs de la vie commune, qui est proche de l'eau, n'est plus mentionnée. Ainsi le couvent paraît avoir été dissout entre 1522 et 1553. Lors de la réorganisation de l'aide sociale à Bützow en 1567, le couvent de Bethléem est transformé en hospice princier. Le duc Ulrich de Mecklembourg-Güstrow confirme l'hospice construit par sa femme, qui existe indépendamment de l'hospice municipal. Le duc donne à cet hospice 50 acres de champs, trois prés et un capital de 5 393 florins d'or des possessions de l'abbaye abolie et en plus les services des paysans de Passin et Baumgarten. Pendant la guerre de Trente Ans en 1632, 828 florins d'or sont encore en circulation.
La lettre d'indulgence de l'évêque Peter Volkow de 1508 indique une activité de construction dans l'abbaye. Les bâtiments provisoires des premiers jours sont peut-être remplacés. L'état structurel contemporain de 1585 est présenté par le commerçant de Rostock Vicke Schorler (de) sur la dernière page du rôle de Vicke Schorler. Par rapport aux autres bâtiments de Bützow, le monastère se distingue clairement par son bon état. L'abbaye se trouve à l'extérieur des murs de la ville de Bützow, devant la porte de Rostock. L'accès à l'installation est possible par deux portes. Les pignons gothiques à gradins des portes avec la tour à planches dans la zone d'entrée et les couches de pierre soignées du mur d'enceinte renforcés par des pointes permettent une reconstruction détaillée du complexe du couvent. Sur le toit du bâtiment principal à deux étages et à trois axes, à droite de la girouette, on peut même lire le nom de Bethléem. Les vrilles, les feuilles et les tiges des plantes de houblon sont également présentes dans le jardin économique clos, tout comme la position du monastère par rapport à la porte de Rostock et à la route de campagne vers Rostock et la Warnow.
Seul un peu de l'abbaye de Bethléem devant Bützow a survécu, à part quelques documents, les deux noms de rue devant la Rostocker Tor et la Jungfernstrasse.